# Blastóporo
Em embriologia, o blastóporo é uma abertura que serve de comunicação na fase embrionária, pondo em contato a cavidade digestiva (ou arquêntero) com o meio externo. Ele surge na fase embrionária gástrula, quando começa a diferenciação celular. Uma outra abertura surge posteriormente (ainda durante o desenvolvimento embrionário).
Na maioria dos animais o blastóporo dá origem à boca (protostômios - origina primeiro a boca.  protos, primeiro; stoma, boca). Nos equinodermos, nos hemicordados e nos cordados, o blastóporo dá origem ao ânus (deuterostômios - origina o ânus primeiro e a boca por segundo.  deuteros, segundo; stoma, boca). Um exemplos é o de que moluscos são protostômios e os tetrápodes (répteis, mamíferos e aves) são deuterostômios.
Como outros exemplos de deuterostômios, podemos citar as estrelas do mar (equinodermos) o anfioxo (semicordado) e os cordados (peixes, anfíbios, répteis, aves e mamíferos). Todos estes animais são deuterostômio.